# Huay-Huay (distrito)
Huay-Huay é um distrito do peru, departamento de Junín, localizada na província de Yauli.

## Transporte
O distrito de Huay-Huay é servido pela seguinte rodovia:
- JU-102, que liga o distrito de Yauli à cidade de La Oroya [2][3][4]